# Spilogona longipes
Spilogona longipes är en tvåvingeart som först beskrevs av Ringdahl 1918.  Spilogona longipes ingår i släktet Spilogona och familjen husflugor. Inga underarter finns listade i Catalogue of Life.